# Kris Marshall
Kris Marshall, właśc. Kristopher Marshall (ur. 1 kwietnia 1973 w Bath) – brytyjski aktor telewizyjny i teatralny, występował w roli Nicka Harpera w sitcomie Moja rodzinka (2000–2005).

## Życiorys

### Wczesne lata
Urodził się w Bath w hrabstwie Somerset, a następnie przeniósł się wraz z rodziną do Hongkongu, a później do Kanady. Po powrocie do Wielkiej Brytanii, uczęszczał do koedukacyjnej niezależnej szkoły Wells Cathedral School w Wells w hrabstwie Somerset. Podjął studia aktorskie w Redroofs Theatre School w Maidenhead w hrabstwie ceremonialnym Berkshire.

### Kariera
W 2000 roku trafił na mały ekran w serialu policyjnym ITV Bill (The Bill). Popularność przyszła wraz z kreacją telewizyjną Nicolasa „Nicka” Harpera, starszego dziecka Bena (w tej roli Robert Lindsay) i Susan (Zoë Wanamaker), starszego brata Janey (Daniela Denby-Ashe) i Michaela (Gabriel Thomson) oraz wujka Kenzo (Tayler Marshall) w sitcomie Moja rodzinka (2000-2005). W 2002 roku otrzymał nagrodę British Comedy Award jako najlepszy nowy przybysz.
W brytyjskiej bożonarodzeniowej komedii romantycznej Richarda Curtisa To właśnie miłość (Love Actually, 2003) pojawił się jako Colin Frissell, niezadowolony Anglik, który udaje się do Milwaukee w Wisconsin, w Stanach Zjednoczonych, aby znaleźć miłość. 14 stycznia 2014 wyemitowano pierwszy odcinek trzeciego sezonu serialu BBC Death in Paradise, gdzie został wprowadzony jako detektyw Humphrey Goodman, aby rozwiązać sprawę zabójstwa swojego poprzednika Richarda Poole (w tej roli Ben Miller).

### Życie prywatne
4 lutego 2012 poślubił Hannah Dodkins.

## Filmografia
| Rok       | Tytuł                                                             | Rola                         | Uwagi           |
| --------- | ----------------------------------------------------------------- | ---------------------------- | --------------- |
| 1993      | Ostatni akord (Closing Numbers)                                   | Fredericks                   |                 |
| 1998      | Trial & Retribution II                                            | PC Henshaw                   |                 |
| 1999      | The Most Fertile Man in Ireland                                   | Éamonn                       |                 |
| 1999      | Five Seconds to Spare                                             | Martin                       |                 |
| 1999      | Bill (The Bill)                                                   | Hugh Kane                    | 1 odcinek       |
| 2000      | „Dead Babies”                                                     |                              |                 |
| 2000–2005 | Moja rodzinka (My Family)                                         | Nick Harper                  | 49 odcinków     |
| 2001      | Kocham Johna Wayne’a (Je t'aime John Wayne, film krótkometrażowy) | Belmondo                     |                 |
| 2002      | Iris                                                              | Doctor Gudgeon               |                 |
| 2002      | Mexicano                                                          | Jake Morton                  |                 |
| 2002      | Doktor Żywago (Doctor Zhivago)                                    | Pasza Antipow                |                 |
| 2002      | Cena honoru (The Four Feathers)                                   | Castleton                    |                 |
| 2002      | Dolina cieni (Deathwatch)                                         | szeregowy Barry Starinski    |                 |
| 2003      | To właśnie miłość (Love Actually)                                 | Colin Frissell               |                 |
| 2004      | Kupiec wenecki (The Merchant of Venice)                           | Gratiano                     |                 |
| 2004      | My Life In Film (BBC)                                             | Art                          |                 |
| 2004–2006 | Murder City                                                       | DS Luke Stone                | 10 odcinków     |
| 2005      | Funland                                                           | Dudley Sutton                | 11 odcinków     |
| 2007      | Zgon na pogrzebie (Death at a Funeral)                            | Troy                         |                 |
| 2007      | Psia rewia (Catwalk Dogs)                                         | Michael Purvis               |                 |
| 2007      | Sold                                                              | Matt                         |                 |
| 2008      | HeistHeist                                                        | Dick Puddlecote              |                 |
| 2008      | Wojna domowa (Easy Virtue)                                        | Furber                       |                 |
| 2008      | Spending My Inheritance                                           | Harry                        | audycja radiowa |
| 2010      | Człowiek Cel (Human Target)                                       | Doug                         | 1 odcinek       |
| 2010      | D.O.A.                                                            | Tom Lassiter                 |                 |
| 2011      | Rozmowy w korku (Traffic Light)                                   | Ethan                        |                 |
| 2011      | Oka! Amerikee                                                     | Larry                        |                 |
| 2011      | Kochanie, poznaj moich kumpli (A Few Best Men)                    | Tom                          |                 |
| 2011–2013 | The Diary of Samuel Pepys                                         | Samuel Pepys                 | audycja radiowa |
| 2012      | 15 Kids and Counting                                              | narrator                     |                 |
| 2012      | Citizen Khan                                                      | Dave                         | 6 odcinków      |
| 2013      | 16 Kids and Counting                                              | narrator                     |                 |
| 2013      | Derek                                                             | w roli samego siebie (Cameo) |                 |
| 2013      | Lightfields                                                       | Paul                         |                 |
| 2014–     | Death in Paradise                                                 | DI Humphrey Goodman          |                 |
| 2015      | Sparks & Embers                                                   | Tom Sanger                   |                 |
| 2016      | Ambulance (film dokumentalny BBC)                                 | narrator                     |                 |